# London Zombies
London Zombies (Cockneys vs Zombies) è un film del 2012 diretto da Matthias Hoene.

## Trama
(Katy)
In un cantiere nella periferia di Londra, due operai scoprono una cripta funeraria risalente al XVII secolo e sigillata per ordine di re Carlo II. Una volta aperta, nella cripta i due operai vengono assaliti da non morti, dando inizio ad un'epidemia zombie in città.
Terry MacGuire e suo fratello minore, Andy, stanno progettando una rapina in banca per poter salvare la casa di riposo del loro nonno dalla demolizione. Assistiti dalla violenta cugina Katy, il senza speranza Davey Tuppence e Mickey, un veterano della guerra con numerose armi, danno inizio a questa operazione. I loro piani non vanno come pianificato, quando improvvisamente lottano per sopravvivere e fuggire da una Londra infestata da zombie. Al loro gruppo si unirà, prima come ostaggio e poi come alleata, la timida Emma. Intanto nella casa di riposo, il nonno di Terry e Andy, Ray, si impegna insieme ad altri anziani a tenere a bada i non morti.

## Produzione

### Riprese
Le riprese del film iniziano nel marzo 2011 e terminano il 30 aprile.

### Location
Il film è stato girato completamente a Londra.

## Distribuzione
Il primo trailer esce online il 3 agosto.
Il film viene presentato il 23 agosto 2012 al festival di Londra Film4 FrightFest ed il 29 agosto al Fantasy Filmfest di Berlino. Esce nelle sale inglesi a partire dal 31 agosto 2012.

## Riconoscimenti
- 2013 - Golden Trailer Awards
  - Candidatura per la miglior voce fuori campo in un trailer
- 2012- San Sebastián Horror and Fantasy Film Festival
  - Miglior film
- 2012 - Toronto After Dark Film Festival
  - Miglior film